# Eosentomon miroglenum
Eosentomon miroglenum är en urinsektsart som beskrevs av Yin 1981. Eosentomon miroglenum ingår i släktet Eosentomon och familjen trakétrevfotingar. Inga underarter finns listade i Catalogue of Life.